# Krigsåret 1871

## Pågående krig
- Fransk-tyska kriget (1870 - 1871)[1]
  - Nordtyska förbundet med Preussen i ledningen, Baden, Bayern och Württemberg på ena sidan
  - Frankrike på andra sidan

- Nyzeeländska krigen (1845-1872)
  - Brittiska imperiet på ena sidan.
  - Maori på andra sidan.

## Händelser

### Januari
- 28 - Det belägrade Paris kapitulerar.

### Maj
- 10 - Freden i Frankfurt am Main, där Frankrike får avstå Elsass-Lothringen till det nybildade Tyska riket, avslutar fransk-tyska kriget.

### Fotnoter
1. ↑  ”World Statesmen”. http://www.worldstatesmen.org/WARS.html. Läst 28 juni 2011.